# شهرستان کوثر
شهرستان کوثر، با مرکزیت شهر گیوی در استان اردبیل واقع شده است و دارای وسعت تقریبی ۱۲۴۵ کیلومتر مربع، حدود ۱۵۰۰ متر از سطح دریا ارتفاع است. شهرستان کوثر در ۴۸ درجه و ۲۹ دقیقه طول جغرافیایی در فاصله ۸۵ کیلومتری اردبیل و حدود ۳۰ کیلومتری خلخال قرار دارد. این شهرستان از شمال با شهرستان اردبیل، از شرق با شهرستان خلخال، از غرب و جنوب با شهرستان‌های نیر و میانه همسایه است. ساکنان این شهر علاوه بر خلخال و اردبیل با شهر میانه در استان آذربایجان شرقی تبادلات اقتصادی دارند. شهرستان کوثر یکی از شهرستان‌های استان اردبیل ایران است.

## تقسیمات کشوری
بخش سنجبد شهرستان خلخال در سال ۱۳۷۵ با مرکزیت گیوی به شهرستان کوثر تبدیل شد. این شهرستان از ۲ بخش و ۴ دهستان تشکیل شده است.
- بخش مرکزی شهرستان کوثر
  - دهستان سنجبد شمالی
  - دهستان سنجبدغربی

شهرها: گیوی، فیروزآباد
- بخش فیروز
  - دهستان زرج آباد
  - دهستان سنجبد جنوبی

ماجرای نام‌گذاری شهرستان کوثر
شهرستان کوثر (گیوی) تا سال ۱۳۷۵ یکی از بخش‌های شهرستان خلخال به نام «بخش سَنجَبَد» به مرکزیت شهر گیوی بود؛ ولی در این سال از شهرستان خلخال منتزع و به شهرستان کوثر به مرکزیت شهر گیوی تبدیل شد و دارای ۲ بخش و ۴ دهستان است. نامگذاری این شهرستان به نام «کوثر» به دلیل متقارن بودن با روز تولد حضرت زهرا (س) بوده و به میمنت این روز اسم این شهرستان توسط آیت اله هاشمی رفسنجانی رئیس‌جمهور وقت کوثر نامیده شد.

## مردم‌شناسی
ساکنان شهرستان کوثر به زبان‌های ترکی آذربایجانی سخن می‌گویند. مردم شهرستان کوثر دارای مذهب شیعه دوازده امامی و در دو روستا سنی شافعی هستند. در این شهرستان دو روستا از نظر زبان و مذهب با دیگر روستاها فرق دارند:روستای علاءالدین دارای سکنه تات زبان سنی مذهب می‌باشد و روستای هشین دارای سکنه ترک آذربایجانی سنی مذهب هستند.

## آثار تاریخی و طبیعی
- پل تاریخی فیروز
- قلعه روستای باغچه جوق مربوط به عصر آهن
- آبشار روستای باغچه جوق
- امامزاده حسن روستای هریس
- دریاچه روستای هریس
- پل پردیس
- منبر

منبر تاریخی مسجد مشکول
منابرچوبی یکی از مهم‌ترین آثار دوران اسلامی در ایران است که خلاقیت‌ها، نوآوری‌ها و زیبایی‌های هنر کار با چوب را به نمایش می‌گذارد. صنعتگران مسلمان در تمامی زمینه¬‌ها تلاش می‌کردند تا با تاسی از رهنمودها و شیوهٔ زندگی پیامبر اکرم (ص) به آفرینش آثار دست یازند. همچنان که خانه¬ ی پیامبر سرمشق و الگوی معماران در ساخت مساجد گردید. تلفیق توانایی آن‌ها با خلاقیت‌های بصری نظیر تعادل، تناسب، توازن وتقارن، منجر به خلق برخی شاهکارهای هنری شده است که یکی از آن‌ها منبر مشکول می‌باشد.
منبر مشکول یکی از منحصربه فردترین شاهکارهای هنرهای چوبی ایران، بلکه جهان اسلام است که قسمت‌های اعظم آن تا به امروز از گزند حوادث سالم باقی مانده است. این منبر سند تاریخی هنرهای چوبی جهان اسلام می‌باشد و به دوره میانی اسلام بر می‌گردد. در چهارچوب اصلی گره چینی، شباک کاری و در پایه‌های منبر با خط کوفی ساده، تزئینی و مشجری نوشته‌هایی از آیات قرآنی و اطلاعاتی در رابطه با نام سازنده، کاتب، حامی، تاریخ ساخت و قطعه شعری فارسی به خط کوفی نقر شده است.
تاریخ ساخت این منبر به سال ۵۴۱ قمری برمیگردد. این منبر که هم‌اکنون در مسجد روستای مشکول نگهداری می‌شود؛ در وضعیت فعلی به طول ۱۸۴ سانتی‌متر، عرض ۱۱۰ سانتی‌متر و ارتفاع ۲۲۶ سانتی‌متر می‌باشد و دارای تزئینات هندسی و گیاهی و کتیبه¬‌های خط کوفی است.
منبر مشکول در زمره منبرهای دارای درب ورودی با چهار پله و مسندگاه می‌باشد. در ساخت این منبر، هیچ‌گونه اتصالات فلزی به کار گرفته نشده و تمامی قطعات آن با تکنیک فاق و زبانه و به صورت قاب با اتصال کنجشکاف با یکدیگر بدون چسب چفت و بست شده¬‌اند. با بررسی‌های انجام شده منبر مشکول به صورت تقریبی از ۵۱۰ قطعه چوب ساخته شده که در حال حاضر ۲۶۵ قطعه از آن موجود است. طویل‌ترین قطعه مربوط به چهارچوب منبر با طول ۲۲۶ سانتی‌متر و کوتاه‌ترین قطعه نیز از تزئینات کنده‌کاری شده با طول ۶ سانتی‌متر می‌باشد. مطالعات و شناسایی و تشخیص چوب‌های منبر که از بخش‌های مهم مطالعات منبر بود که نویسنده شخصاً انجام داده است، به صورت ماکروسکوپی (چشم مسلح) امکان‌پذیر نشد. دلیل این امر وجود لایه حفاظتی که هر ساله به منظور نگهداری از آن روغن گیاهی (گردو) بر روی چوب‌ها زده شده بود و این ماده روغنی تا حفره سلولی نفوذ کرده و چوب‌ها تغییر رنگ داده و تیمار شده بودند؛ لذا از کلیه مشخصات میکروسکوپیک نمونه‌ها مطابق با خصوصیات میکروسکوپیک پهن برگان مطابق با روش کمیته آیو-وآ، (IAWA Committee, 1989) تشریح شدند. تشریح چوب‌ها با تبعیت از لیست ویژگی‌های میکروسکوپی برای شناسایی حتی الامکان انجام شد و سپس از طریق مقایسه با لیست چوب‌های (1998 Iawa, (چوب پهن برگان تشریح، شناسایی و تکمیل شدند. چوب گردو در قسمت پایه‌ها و قطعات کنده کاری شده و چوب راش در قسمت گره چینی استفاده شده است. برای مرمت منبر از چوب محلی تبریزی نیز استفاده شده است.
پیشینه تاریخی منابر اسلامی موجود نشان می‌دهد؛ منبر مشکول به لحاظ قدمت نسبتاً زیاد، ارزش هنری و فنی که دارد، از اهمیت فوق‌العاده‌ای برخوردار است. این اثر با طرح‌های بدیع، نقوش متنوع، گره چینی دقیق و کتیبه¬‌های کنده کاری و با تزئینات انواع خط کوفی بی‌نظیر اطلاعات ذی‌قیمتی از هنرهای چوبی و اعتقادات مذهبی از دوران خود در اختیار ما قرار می‌دهد. اصل تقارن بارزترین ویژگی هندسی منبر مشکول می‌باشد که به بهترین نحو ممکن رعایت گردیده است. صنعتگر و سازندهٔ منبر با آگاهی ازعلم و خواص چوبها، آن را با اتصالات و ترکیب قطعات متعددی (گره چینی، کنده کاری) ساخته است تا گذشته از زیبایی بصری منبر، از نفوذ و انتقال رطوبت و گرما از قطعه¬¬¬ ای به قطعه¬ ی دیگر جلوگیری به عمل آورد و همین امر دوام و پایداری منبر را در مقابل عوامل مخرب محیطی به طرز شگفت¬ انگیزی افزایش داده است. در یکی ازکتیبه¬‌های منبر که متأسفانه بخشی از آن بین رفته به نام حامی و سفارش دهنده¬ ی منبر برمی‌خوریم: " ابرهیم شاه دو جهان ". با استناد به این کتیبه می‌توان گفت شخص ابرهیم با لقب شاه دو جهان به احتمال زیاد بر منطقه¬ ی وسیعی حکمفرمایی می‌کرده و محل حکومت وی نیز می‌بایست، شهر اسم و رسم داری بوده باشد. شاید این کتیبه، به بازسازی و تصحیح بخشی از سلسله حکومتی سلجوقیان در منطقه کمک شایانی نماید. این منبر به احتمال زیاد جهت اهداء به یک مسجد معروف ساخته شده و از مسیر جاده ارتباطی ابریشم به بخش فیروزآباد منتقل شده و بنا به دلایلی نامعلوم و به صورت اتفاقی در مسجد روستای مشکول ماندگار شده است.
مجموعه این عوامل فوق که در این مقاله به آن‌ها اشاره‌ای شد؛ این منبر را از لحاظ طراحی، کتابت، اجرا، انتخاب مواد اولیه مرغوب و سابقه تاریخی نسبتاً زیاد، در مقام شاهکار هنرهای چوبی جهان اسلام قرار می‌دهد؛ لذا شایسته است این اثر ارزشمند در زمینه‌های مرمت، معرفی و نگهداری مورد توجه قرار گیرد. تا حالا حمایت جدی از مسولین دیده نشده است. با الگوی برداری مناسب از آن در جهت ارتقاء، ترویج واشاعه هنرهای چوبی برای هنر دوستان و علاقمندان مفید واقع شود. مطالعه و تحقیق این اثر فاخر نزدیک به شش سال به طول انجامیده است. کتاب این اثر ارزشمند به کوشش مهندس مصطفی ملکی گلندوز چاپ شده است.
- دلیکلی داش
- داش بلاغ
- رستم داشی
- زنجیرو پیر
- دربندمشکول(شهرستان کوثر)
- آبگرم گیوی
- حمام سنگی شهر گیوی
- بوزلوق

### آبگرم گیوی (ایستی سو)
ایستی سو یا گیوی سویی همه ساله در تابستان، مسافران زیادی از شهرهای دور و نزدیک و گردشگران خارجی را به خود جلب می‌کند، به نظر می‌رسد ایستی سو از برخورد در رشته‌های آهکی و توده آذرین به وجود آمده باشد، که برای بیماری‌های اعصاب، متابولیکی، پوستی و گوارشی مفید گزارش شده است. این آبگرم یکی از زیباترین مناظر و چشم‌انداز طبیعی در سرزمین گیوی به‌شمار می‌رود، آبگرم‌های زنانه و مردانه با دوش آب به‌طور مجزا وبا تجهیزات بهداشتی قرار گرفته‌اند. هر گردشگری با یکبار استفاده از این آبگرم احساس آرامشی را در تن وروان خود می‌کند که چندین بار دیگر به این مکان مراجعه می‌کند، اطراف این آبگرم پر از مناظر طبیعی و زیبا است در مقابل این مکان زیبا یک غاریخگان قرار گرفته است که در دمای بالای تابستان به حدی خنک است که آب در درون آن یخ می‌زند و یک یخچال طبیعی به‌شمار می‌رود.

### حمام سنگی (داش حامام)
این حمام سنگی قدیمی درون باغ‌های گیوی تماماً توسط دست در دل صخره بزرگی حفر شده است که آب آن به دو نوع شگفت‌انگیز سرد و گرم در مجاورت هم، از مجرای چشمه‌ای تأمین می‌شود. آب این چشمه‌ها قابل شرب بوده و مردم منطقه از آب آن برای درمان بیماری‌های کلیوی به خصوص سنگ کلیه استفاده می‌کنند. مردم این شهر برای حمام کردن هنوز هم از این حمام استفاده می‌کنند، این حمام در دل کوهی از سنگ با وسایل ابتدایی کنده شده است. قرار گرفتن در میان باغات جلوه‌ای خاص به ین حمام بخشیده است که سالانه گردشگران زیادی از اطراف واکناف به این مکان می‌آیند و در سایهٔ درختان توت اطراف این حمام می‌آسایند.
تاریخ دقیق ساخت این حمام مشخص نیست ولی وقتی از محلی‌ها در مورد حمام سؤال شود، می‌گویند پس از حکومت صفویه این غار به دست یک زن و یک مرد درست شده است و قدیمی‌ترین حمام در سرتاسر جهان به‌شمار می‌رود.

## کشاورزی
شغل بیشتر اهالی شهرستان کشاورزی، باغبانی، دامداری و صنایع دستی است. بافتن جاجیم و گلیم از دیر زمان در رو ستاهای اطراف این شهر مرسوم است. دختران شهر با یادگیری هنرهای دستی به کارهایی چون گلدوزی و ملیله دوزی، دوختن سبد و.. می‌پردازند.

### باغداری
پرورش درختان مثمر مانند سیب (غالب در شهرستان)، به (غالب در شهر گیوی)، گیلاس، آلبالو ،توت (بیشتر به صورت وقف شده)، گردو، بادام، انگور، انواع آلو، آلوچه، قیصی، انواع به (ترش، شیرین، حاجی آشی، ملس، آرمودی، آجی شیرین و…) توت فرنگی، انواع سبزیجات، سنجد و… در این شهرستان رواج دارد.

### زراعت
زراعت محصولاتی همچون گندم (غالب)، جو، عدس، نخود، گاودانه، کلزا، گوجه فرنگی، خیار، خربزه‌های محلی و… در شهرستان مذکور به چشم می‌خورد.

### دامداری
پرورش و پرواربندی گاو شیری و گوشتی، گوسفند و به ندرت بز به صورت سنتی و نیمه سنتی و انواع ماکیان از مشاغل اهالی شهرستان هست. همچنین در این شهرستان یک واحد پرورش شترمرغ ۷۰ راسی نیز فعال می‌باشد. زنبورداری نیز به دلیل بکر و کوهستانی بودن منطقه از رونق خوبی برخوردار هست.

## پوشش گیاهی
پوشش گیاهی این شهرستان، استیپی و در ارتفاعات، به صورت مرتع و چمنزار است. این شهرستان دارای مراتع و چراگاه‌های طبیعی، به وسعت بیش از ۱۰۰۰۰۰ هکتار و دارای جنگل‌های طبیعی نیز، با وسعت ۲۰۰۰ هکتار است.
- زالزالک
- پسته وحشی
- گلابی وحشی
- انواع گون

## زیست‌بوم
- خوک و گرازوحشی
- گرگ، روباه ،شغال
- خرگوش، جوجه تیغی ،گورکن

## سدهای شهرستان
- سد خاکی (هسته رسی) گیوی روی رودخانه گیوی چای در حال احداث است.
- سد خاکی گنجگاه
- سد خاکی قره قشلاق
- سد خاکی سیرابیل پردستلو
- سد خاکی لیکوان
- سد خاکی ایلخچی

## دانشگاه پیام نور
اولین مرکز آموزش عالی شهرستان با عنوان دانشگاه پیام نور - واحد گیوی در سال ۱۳۸۴ تأسیس گردیده و به پذیرش دانشجو می‌پردازد.

## گردشگری
از مشخصات و ویژگی‌های گیوی وجود مناظر طبیعی و کوه‌های مشجر و پارک‌های زیباست از مناظر مهم و دیدنی و توریستی می‌توان آبگرم (ایستی سو)، و محیط دلپذیر و آرام منطقه و هوای لطیف کوهستان و مناطق زیبای طبیعی و اثرات شفابخش آب‌های معدنی که همه ساله، در تابستان مسافران زیادی را از شهرهای بزرگ مخصوصاً تهران به خود جذب می‌کند، نام برد. از دیگر مناظر و چشم‌اندازهای طبیعی، رستم داشی (سنگ رستم)، داش حمام (حمام سنگی)، سنج روپیر، یخچال طبیعی (بوزلوخ)، آبشار روستای باغچه جیق معروف به شرشر با ارتفاع ۱۵ متر، دربند روستای هواشانق، سرمستان یا سلمستان، دربند مشکول، منبر مشکول، پل فیروزآباد و سدهای خاکی از جمله سد خاکی قره قشلاق را می‌توان نام برد.
روستای سلوکلو دارای تالاب زیبا در پایین روستا پر از زالو که اثر درمانی دارد

## نشان‌ها و ثبت‌های ملی و بین‌المللی
- آش گیلدیگ آشی به عنوان پیش غذای سنتی مردم منطقه در اسفند ماه ۱۳۹۹ در فهرست میراث ناملموس کشور به ثبت رسید.[۱۰]
  - ثبت ملی پل فیروز آباد به عنوان اثر معماری-صنعتی[۱۱]